# Akademia Supraska
Akademia Supraska – prawosławne centrum konferencyjne, ośrodek szkoleniowy i oświatowy przy monasterze Zwiastowania Przenajświętszej Bogurodzicy w Supraślu.

## Historia
Akademię utworzono 16 września 2004 z inicjatywy supraskiego monasteru, diecezji białostocko-gdańskiej Polskiego Autokefalicznego Kościoła Prawosławnego oraz fundacji Oikonomos (oficjalna inauguracja działalności Akademii miała miejsce 1 marca 2008). Podobne prawosławne instytucje działają w Czechach, Finlandii, Grecji i Rosji.

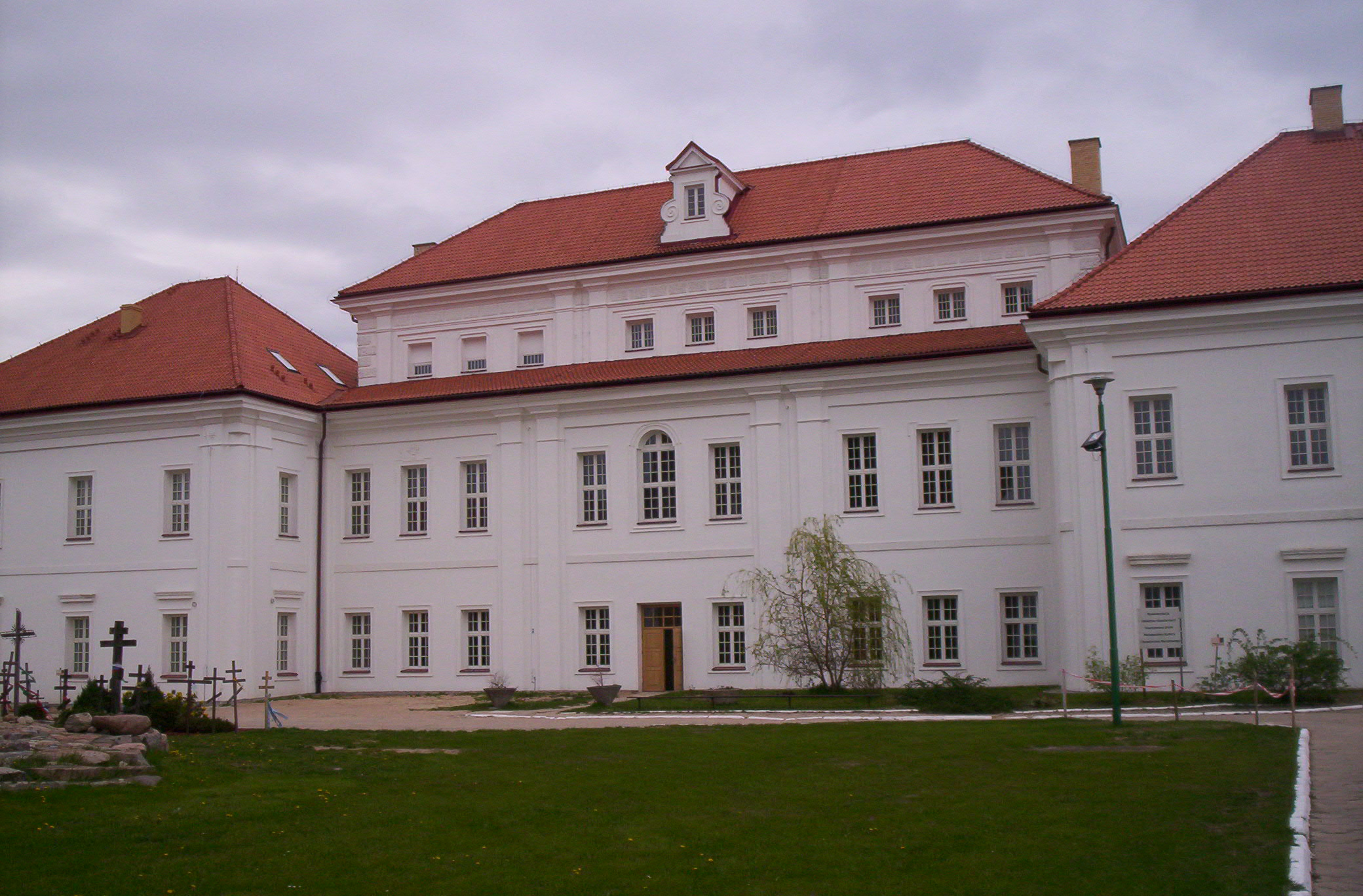
Pałac Archimandrytów na terenie monasteru Zwiastowania Bogurodzicy w Supraślu; siedziba Akademii Supraskiej

Głównym celem Akademii Supraskiej jest krzewienie i upowszechnianie wiedzy o bogactwie prawosławnej wiary, duchowości, tradycji i kultury. Jej zadaniem jest również reagowanie na aktualne problemy, zmiany zachodzące w coraz bardziej zeświecczonym społeczeństwie, potrzeby chrześcijan żyjących we współczesnym świecie. W zakres programu jej działań wchodzą zatem problemy związane z rozwojem nauki, napięciami społecznymi, mniejszościami narodowymi, rolą kobiety w Kościele i w społeczeństwie, dialogiem religii i kultur, uzależnieniami, przeciwdziałaniem przemocy w rodzinie i społeczeństwie, ochroną środowiska naturalnego, literaturą, sztuką sakralną i wieloma innymi zagadnieniami.
Poprzez różnego rodzaju działania edukacyjne, szkoleniowe, pedagogiczne i artystyczne Akademia Supraska ma na celu oddziaływać zarówno na dorosłych, młodzież, jak i dzieci. Przygotowuje i organizuje – lokalne i międzynarodowe – programy działań, kursy, warsztaty, sympozja, konferencje i inne formy zajęć.
Staraniem Akademii Supraskiej, za sprawą Dyrektor Instytutu Polskiego w Sankt Petersburgu Ewy Ziółkowskiej, w 2021 r. dotarły do Supraśla ofiarowane przez mecenasów i wydawców (przede wszystkim Fłorentina Panczenko, Anatolija Aleksiejewa i Artioma Żukowa) egzemplarze reprintu Biblii Matfieja Dziesiątego – Kodeksu Mateusza Dziesiątego, pomnika prawosławnego piśmiennictwa państwa polsko-litewskiego, z towarzyszącym drugim tomem, zawierającym głębokie studia i katalog iluminacji. Ukazał się on rok temu w Petersburgu w limitowanej edycji 416 egzemplarzy, z czego do Polski trafiło 12.

## Idea Akademii
- pielęgnowanie, rozwój i upowszechnianie tradycji, wartości i duchowości prawosławia jako źródła odpowiedzi na wyzwania współczesności;
- twórczy wkład w życie Kościoła prawosławnego poprzez działalność badawczą, edukacyjną i wychowawczą;
- działania na rzecz zbliżenia i współpracy między kulturami, religiami i wyznaniami w dziele budowy wspólnoty ludzkiej opartej na dobru i szacunku.

## Cele Akademii
- stworzenie przestrzeni do refleksji i dyskusji o możliwościach dążenia do chrześcijańskiej doskonałości w warunkach współczesnego życia;
- wspieranie działalności badawczej i edukacyjnej w zakresie wschodniej tradycji chrześcijańskiej;
- popularyzacja wiedzy o prawosławiu w Polsce i na świecie;
- stwarzanie możliwości zapoznania się z bogactwem tradycji i współczesnym życiem monastycznym;
- rozwój współpracy krajowej i międzynarodowej z innymi instytucjami i organizacjami o podobnych celach;
- aktywizacja laikatu, szczególnie młodzieży, w życiu Kościoła;
- wspieranie współpracy osób duchownych i laikatu w rozwiązywaniu różnych problemów społecznych;
- wspieranie dialogu, otwartości na drugiego człowieka bez względu na jego narodowość, pochodzenie, status społeczny czy wyznanie;
- wspieranie działań na rzecz zrównoważonego rozwoju i ochrony środowiska naturalnego.

## Kontakt
Akademia Supraska
ul. Klasztorna 1

16-030 Supraśl
Kanclerzem Akademii jest ks. Jarosław Jóźwik.